# Яна Огнянова
Яна Огнянова е българска актриса и певица. Известна е с ролите си на Йорданка Сандъкова в „Етажна собственост“, Яница Желева в „Под прикритие“ и Марина в All Inclusive, като и с озвучаването на филми и сериали.

## Биография
Родена е на 22 май 1982 г. в София, Народна република България.
През 2001 г. кандидатства в НАТФИЗ „Кръстьо Сарафов“ и в Софийски университет „Св. Климент Охридски“. Приета е и на двете места, но избира НАТФИЗ, защото е вдъхновена от речта на Джулия Робъртс, когато взима „Оскар“. През 2005 г. завършва специалността „Актьорско майсторство за куклен театър“ в класа на проф. Боньо Лунгов.
Играе в Държавен пътуващ театър, „ШиЗи Импро Театър“ и „Сълза и смях“. Играе в представленията „Кажи си думата!“, „Шизи Шекспир“, „Тарантино“, „Имало едно място“, „Харесай и сподели“, „Комедийно оплесване“, „До-Ре-Ми-Шизи“, „Представлението“, както и „Жената е странно животно“, „Късметът на кукувицата“, и „Преподавай трудно“ на режисьора Здрава Каменова.
Участва в множество филми и сериали, измежду които „Приключенията на един Арлекин“, „Под прикритие“, „Седем часа разлика“, „Етажна собственост“, „Откраднат живот“, All Inclusive и други. Участва в предаванията „Шоуто на Слави“, „Господари на ефира“, „Гласът на България“, „Шоуто на Николаос Цитиридис“ и „Събота вечер с БНТ“ с водещ Ники Станоев.
През май 2019 г. участва в шестия сезон на риалити музикално шоу „Гласът на България“, където е включена в отбора на Камелия.
През 2022 г. участва в музикалното риалити „Звездите в нас“, където е включена в отбора „Шер“.

## Кариера на озвучаваща актриса
Занимава се с озвучаване на филми и сериали от около 2007 г. в различни студиа.
Активно участва във войсоувър и нахсинхронните дублажи, записани в БНТ, „Александра Аудио“, студио 1+1, „Про Филмс“, „Доли Медия Студио“, „Андарта Студио“, „Медиа Линк“, „Графити Студио“, студио VMS и „Саунд Сити Студио“.
Известна е с озвучаването на редица филми и сериали. Сред озвучените от нея герои са Фран Файн в "Гувернантката", Лола Бъни в „Шоуто на Шантавите рисунки“ и „Космически забивки: Нови легенди“, Шира в поредицата „Ледена епоха“, Шелдън Купър в сериала „Младият Шелдън“ и други.
| Актьор         | Филми/Сериали | Роля                                   |
| -------------- | --- | -------------------------------------- |
| Алисън Бри     | Безкрайният годеж Катастрофалният артист | Сузи Барнс-Айлхауър Амбър              |
| Алисън Джени   | Съдружникът (дублаж на Саунд Сити Студио) Момичето от влака (дублаж на Саунд Сити Студио) Мамчето                                                                                   | Санди Детектив Райли Д-р Брукс         |
| Дженифър Лопес | Ледена епоха 4: Континентален дрейф Ледена епоха 5: Големият сблъсък | Шира                                   |
| Дина Майър     | Убийствена любов По американски | Детектив Мишел Прайс Гуен Адамс        |
| Мишел Йео      | Механикът: Възкресение (дублаж на студио VMS) Последно ниво | Меи Даи Фенг                           |
| Мишел Никастро | Принцесата лебед и тайната на замъка (дублаж на Андарта Студио) Принцесата Лебед: Мистерията на омагьосаното съкровище                                                              | Принцеса Одет                          |
| Сандра Бълок   | Срок за влюбване (дублаж на bTV) Сблъсъци | Луси Келсън Джийн Кабът                |
| Росарио Доусън | Незабравимо Тъмната лига на справедливостта Тъмната лига на справедливостта: Войната на Апокалипс                                                                                   | Джулия Банкс Диана Принс / Жената чудо |
| Тара Стронг    | Ди Си Суперхироу Гърлс Ди Си Суперхироу Гърлс: Интергалактически игри (дублаж на Про Филмс) Ди Си Суперхироу Гърлс: Контролирано съзнание Ди Си Суперхироу Гърлс: Герой на годината | Харли Куин                             |

- Озвучава Сандра Бълок във филмите „Срок за влюбване“ (дублаж на bTV) и „Сблъсъци“.
- Озвучава Ана Фарис в игрално-анимирания филм „Мечето Йоги“ (дублаж на Александра Аудио) в ролята на Рейчъл.
- Озвучава Шира в четвъртия и петия филм от поредицата „Ледена епоха“, озвучена в оригинал от Дженифър Лопес.
- Озвучава в оригинал Кристен Уиг в „Шоуто на Шантавите рисунки“ като героинята Лола Бъни.
- Озвучава в оригинал Дженифър Еспозито в „Шоуто на Шантавите рисунки“ като първия глас на Тина Русо, гаджето на Дафи Дък.
- Озвучава Лола Бъни в „Космически забивки: Нови легенди“, озвучена в оригинал от Зендая.
- Озвучава в оригинал Тара Стронг като гласа на Харли Куин в анимационната поредица „Ди Си Суперхироу Гърлс“.

## Филмография
- „Приключенията на един Арлекин“ (2007)
- „Под прикритие“ (2011) – Яница Желева, съпруга на депутата Борис Желев
- „Етажна собственост“ (2013) – Йорданка Сандъкова
- „Седем часа разлика“ (2013) – медицинска сестра в дом за психично болни (жени)
- „Откраднат живот“ (2016)
- All Inclusive (2021) – Марина Динева, любовница на Парушев[25]

## Личен живот
Омъжена е за оператора Филип Маринов от 2010 г. до 2020 г. и има два сина.